# Aeroportul La Cumbre
Aeroportul La Cumbre (IATA: LCM, ICAO: SACC) este un aeroport din Provincia Córdoba, Argentina ce deservește zona La Cumbre⁠(d). A fost numit după zona deservită.
Situat la o altitudine de 1.135 m, aeroportul dispune de o singură pistă.